# Most 25. dubna
Most 25. dubna (portugalsky: Ponte 25 de Abril) je visutý most v Portugalsku. Jeho stavba začala 5. listopadu 1962, otevřen byl v roce 1966. Spojuje hlavní město Lisabon s městem Almada na levém břehu řeky Tajo. Délka hlavního rozpětí 1013 metrů z něj činí 48. nejdelší visutý most na světě (v době dokončení byl pátým na světě), celková délka dosahuje přes 2200 m. Mostovka se nachází 70 metrů nad vodní hladinou. Jižní pilíř má základy 79,3 metrů pod hladinou řeky. Původně se nazýval Salazarův most (Ponte Salazar) po portugalském premiérovi Antóniu de Oliveira Salazarovi, který nařídil jeho stavbu. Po Karafiátové revoluci v roce 1974 byl přejmenován, datum 25. dubna upomíná právě na začátek Karafiátové revoluce. V 90. letech byl přidán pátý pruh pro automobily. V roce 1999 bylo konečně dobudováno spodní železniční podlaží, jež bylo plánováno od začátku, ale nakonec bylo zrušeno kvůli úsporám. Kvůli tomu musely být zvýšeny věže (nejvyšší dnes měří 190,5 metru - šestá nejvyšší stavba v Portugalsku) a most byl celkově vyztužen. Dnes je na horním podlaží šest jízdních pruhů pro automobily, zatímco na spodním podlaží je dvoukolejná elektrifikovaná železnice. Most navrhly architektonické ateliéry Steinman, Boynton, Gronquist a London z New Yorku a Tudor Engineering Company ze San Francisca. Konstrukce se podobá některým americkým mostům a má záměrně i oranžový nátěr, dle vzoru Golden Gate Bridge. Postavila ho newyorská společnost United States Steel International Inc. Na stavbě pracovalo 3000 dělníků, čtyři z nich během stavebních prací zemřeli. Celkové náklady dosáhly asi 2 miliard portugalských escudos (přibližně 70 milionů tehdejších amerických dolarů, zhruba dnešních 17 miliard Kč). Denně přes most přejede 150 000 aut a 127 vlaků. Auta přejíždějící přes most vydávají zvláštní zvuk, protože dva vnitřní pruhy jsou vyrobeny z kovového roštu namísto z asfaltu. Na mostě se natáčelo několik filmů, včetně některých scén bondovky V tajné službě Jejího Veličenstva (1969). Za normálních okolností chodci nemohou přes most přejít, ale každý rok se zde koná půlmaraton. V září 2017 byla pro chodce vybudována vyhlídková plošina. Používání mostu bylo vždy zpoplatněno, nejprve v obou směrech a od roku 1993 pouze při jízdě na sever. Mýtná brána se nachází na jižním břehu řeky Tejo. Původně se mýtné mělo platit jen 20 let, ale vláda vymyslela systém, že mýtné vybírá soukromá firma Lusoponte a má plný zisk, který ovšem musí investovat do stavby nového mostu přes řeku Tajo, jenž by měl vzniknout zcela bez vládních peněz. Kvůli tomuto systému ale vznikla řada sporů a proběhly i nepokoje, včetně blokády mostu. Soukromá koncese na mýtné by měla vypršet roku 2030.